# Аеродром у Џакарти
Међународни аеродром Сукарно-Хата (инд. Bandar Udara Internasional Soekarno–Hatta, енгл. Soekarno–Hatta International Airport) је главни међународни аеродром у Индонезији. Раније је био познат као „Аеродром Ченкаренг” (Jakarta Cengkareng Airport, Bandar Udara Jakarta Cengkareng) одакле и његов IATA код CGK. Име је добио по именима првог индонезијског предесдника Сукарна (1901–1970) и првог потпредседника Мохамеда Хате (1902–1980). 
Аеродром се налази око 20 километара северозападно од центра Џакарте на острву Јави. Заједно са другим градским аеродромом, Међународним аеродромом Халим Перданакусума, године 2019. опслужили су су више од 80 милиона путника. 
Аеродром Сукарно-Хата је хаб за авио компаније: Батик ер, Ситилинк, Гаруда Индонезија и Лајон ер. 	

## Авио-компаније и дестинације
Следеће авио-компаније користе Аеродром Денпасар:
| Авио-компанија           | Одредишта |
| ------------------------ | --- |
| Азијана                  | Сеул-Инчеон |
| Вистара                  | Делхи |
| Батик ер                 | Амбон, Баликпапан, Банда Аће, Баџармасин, Бангкок-Дон Муенг, Банјуванги, Батам, Берау, Денпасар, Горонтало, Јогјакарта, Кендари, Куала Лумпур, Купанг, Лабуан Баџо, Ломбок, Лубуклингау, Макасар, Меланг, Манадо, Медан, Панкал Пинанг, Паданг, Паланкараја, Палембанг, Палу, Панкалан Бун (од 20. марта 2024), Пеканбару, Пенанг, Перт, Самаринда, Семаранг, Силангит, Сингапур, Соло, Соронг, Сурабаја, Танџунг Пинанг, Таракан, Тернате, Џајапура, Џамби, Чартер: Кунминг, Нанинг, Хајкоу                   |
| Батик ер Малезија        | Куала Лумпур |
| Вијет џет ер             | Ханој, Хо Ши Мин град |
| Вијетнам ерлајнс         | Хо Ши Мин град |
| ЕВА ерлајнс              | Тајпеј |
| Емирати                  | Дубаи |
| Ер Ејжа                  | Куала Лумпур, Пенанг |
| Ер Макау                 | Макау |
| Ер Нипон ервејз          | Токио-Нарита, Токио-Ханеда |
| Ер Чајна                 | Пекинг-главни, Ченгду |
| Ер Ејжа икс              | Куала Лумпур |
| Ер Нови Зеланд           | Сезонски: Окленд |
| Етиопијан ерлајнс        | Адис Абеба |
| Катеј Пацифик            | Хонгконг |
| Гаруда Индонезија        | Анбон, Амстердам, Баликпапан, Банда Аће, Бандар Лампунг, Бангкок-Суварнабуми, Банџармасин, Батам, Бенгкулу, Денпасар, Доха (од 4. априла 2024), Горонтало, Гуангџоу, Јогјакарта, Кендари, Куала Лумпур, Лабуан Баџо, Ломбок, Макасар, Маланг, Манадо, Медан, Медина, Мелбурн, Паданг, Паланкараја, Палембанг, Палу, Панкал Пинанг, Пеканбару, Понтианак, Семаранг, Сеул-Инчон, Сингапур, Соло, Соронг, Сурабаја, Сиднеј, Танџунг Пинанг, Тернате, Токио-Ханеда, Хонгконг, Џамби, Џајапура, Џеда, Шангај-Пудонг |
| ИндиГо                   | Мумбај |
| Индонезија ер Ејжа       | Бандар Лампунг, Бангкок-Дон Муенг, Денпасар, Кота Кинабалу, Куала Лумпур, Кучинг, Лабуан Баџо, Ломбок, Медан, Пенанг, Перт, Пном Пен, Силангит, Сингапур, Соло |
| Итихад                   | Абу Даби |
| Иџипт ер                 | Каиро |
| Катар ервејз             | Доха |
| Квантас                  | Мелбурн, Сиднеј |
| КЛМ                      | Амстердам, Куала Лумпур |
| Коријан ер               | Сеул-Инчеон |
| Лајон ер                 | Амбон, Баликпапан, Бандар Лампунг, Банџармасин, Батам, Бенгкулу, Денпасар, Горонтало, Јогјакарта, Ломбок, Макасар, Манадо, Медан, Мерауке, Паданг, Паланкараја, Палембанг, Палу, Панкал Пинанг, Пеканбару, Понтианак, Џајапура, Џамби, Сезонски: Медина, Џеда, Чартер: Вухан, Гуангџоу, Сања, Хајкоу |
| Малејша ерлајнс          | Куала Лумпур |
| НАМ ер                   | Батан, Денпасар, Муара Бунго, Панкалан Бун, Понтианак, Сампит |
| Оман ер                  | Мускат |
| Пелита ер                | Баликпапан, Баџармасин, Денпасар, Јогјакарта, Паданг, Палембанг, Пеканбару, Понтианак, Соронг, Сурабаја |
| Ројал Брунеј ервејз      | Бандар Сери Бегаван |
| Саудија                  | Медина, Ријад, Џеда |
| Себу пасифик             | Манила |
| Сечуан ерлајнс           | Нанинг |
| Сингапур ерлајнс         | Сингапур |
| Ситилинк                 | Амбон, Баликпапан, Банџармасин, Банјуванги, Батам, Бенгкулу, Денпасар, Јогјакарта, Кендари, Куала Лумпур, Купанг, Лабуан Баџо, Ломбок, Макасар, Маланг, Манадо, Медан, Паданг, Паланкараја, Палембанг, Палу, Панкал Пинанг, Панкалан Бун, Пеканбару, Перт, Понтианак, Самаринда, Семаранг, Силангит, Сингапур, Соло, Сурабаја, Танџунг Падан, Танџун Пинанг, Џамби, Џеда, Чартер: Венџоу |
| Сјамен ер                | Сјамен, Фуџоу |
| Скут                     | Сингапур |
| Супер ер џет             | Баликпапан, Бандар Лампунг, Баџармасин, Банјуванги, Батам, Бенкулу, Денпасар, Ломбок, Макасар, Медан, Паданг, Палембанг, Панкал Пинанг, Пеканбару, Понтианак, Семаранг, Силангит, Соло, Сурабаја, Танџунг Падан, Тернате, Џамби |
| Тај ер ејжа              | Бангкок-Дон Муенг |
| Таи ервејез интернашонал | Бангкок-Суварнабуми |
| Тај лајон ер             | Бангкок-Дон Муенг |
| ТрансНуса                | Денпасар, Гуангџоу, Јогјакарта, Куала Лумпур, Сингапур, Џохор Бару |
| Туркиш ерлајнс           | Истанбул |
| Узбекистан ервејз        | Ташкент |
| Филипин ерлајнс          | Манила |
| Флајнас                  | Чартер: Џеда |
| Чајна ерлајнс            | Тајпеј |
| Чајна истерн ерлајнс     | Шангај-Пудонг |
| Чајна садерн ерлајнс     | Гуангџоу, Шенжен |
| Џапан ерлајнс            | Токио-Нарита |
| Џетстар ејжа             | Сингапур |
| Шандонг ерлајнс          | Сјамен |
| Шривиџаја ер             | Макасар, Панкал Пинанг, Понтианак, Танџун Пандан, Чартер: Венџоу, Фуџоу, Хангџоу |
| Шри-Ланка ерлајнс        | Коломбо |